# Emmanuel Suhard
Emmanuel Suhard, né le 5 avril 1874 à Brains-sur-les-Marches et mort le 30 mai 1949 à Paris 7e, est un ecclésistique catholique français
Évêque de Bayeux et Lisieux en 1928, archevêque de Reims en 1930, cardinal en 1935 et archevêque de Paris à partir de 1940, il occupe ce poste durant toute la période de l’occupation par les armées du IIIe Reich. Il dénonce dès septembre 1939 « le racisme hitlérien ». Pendant l'Occupation, « plutôt enclin au pétainisme », il pratique un « loyalisme sans inféodation » envers le régime de Vichy, tout en laissant la liberté de conscience. La censure interdit ses déclarations publiées dans le bulletin diocésain. Il ne proteste pas de manière spectaculaire pour ne pas entraîner des représailles envers les prêtres et les militants chrétiens. Les occupants exigent qu'il exprime sa docilité au national-socialisme, ce mot n'est jamais venu.
Il accueille le maréchal Philippe Pétain en avril 1944 à Paris, et assiste aux obsèques nationales du collaborateur Philippe Henriot. Le 26 août 1944, il lui est interdit d'accueillir le général de Gaulle à Notre-Dame, qui décide de le recevoir dès le 20 septembre après la visite de Pierre-Marie Théas, résistant.
Avec l'assemblée des cardinaux et archevêques (ACA), il fonde la Mission de France à Lisieux. Puis il crée la Mission de Paris et la communauté de Saint-Séverin. Il a aussi accompagné l'expérience des prêtres-ouvriers (« un mur sépare le monde ouvrier de l'Église, ce mur il faut l'abattre »).
En 1997, lors de la proclamation de sainte Thérèse de Lisieux comme docteur de l'Église, le pape Jean-Paul II cite le cardinal Suhard et la Mission de France.

## Biographie

### Enfance
Emmanuel Célestin Suhard est le fils d'Emmanuel Suhard et de Mme née Jeanne Marsollier (mariés le 25 juin 1873). Enfant pieux et timide, fils d'une veuve qui dirige seule la ferme familiale, il est jugé trop peu « dégourdi pour faire un curé » par le curé se son village, l’abbé Michineau, qui refuse de le recommander. En octobre 1888, il entre quand même au petit séminaire de Mayenne (ses condisciples incluent Joseph Hamon). Il le quitte en 1892 pour entrer le 6 octobre au grand séminaire de Laval où il effectue des études qui lui valent une bourse pour le séminaire français de Rome. Il y est ordonné prêtre en 1897.

### Rome
Étudiant à Rome à l'université pontificale grégorienne, en même temps que le futur pape Pie XII et de Luigi Maglione, futur nonce en France. Il obtient un doctorat en théologie, un doctorat en philosophie et une licence en droit canonique. L'université grégorienne lui décerne la grande médaille d'or, distinction suprême.

### De la Mayenne à Paris

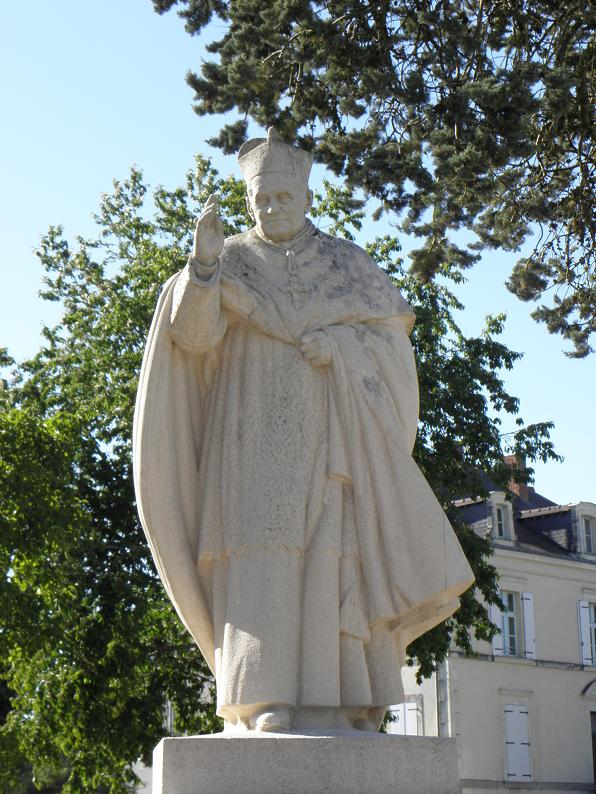
Statue du cardinal Suhard à Brains-sur-les-Marches, son village natal

De retour en 1899 en France, il célèbre sa première grand-messe dans l'église de Brains-sur-les-Marches. Il est prêtre du diocèse de Laval.
Nommé professeur de philosophie au grand séminaire de Laval, il enseigne la théologie. Grâce à ses qualités d'accueil et d'écoute, il exerce une influence sur le clergé mayennais, bien qu'il ne soit pas très en cour à l'évêché car il rejette l'« Action française ». Il s'en explique : « L'Action française est trop particulariste. Le prêtre est fait pour tout le monde et doit accueillir tout le monde. »
Réformé en 1914, l'abbé Suhard est aumônier d'un hôpital militaire à Laval.

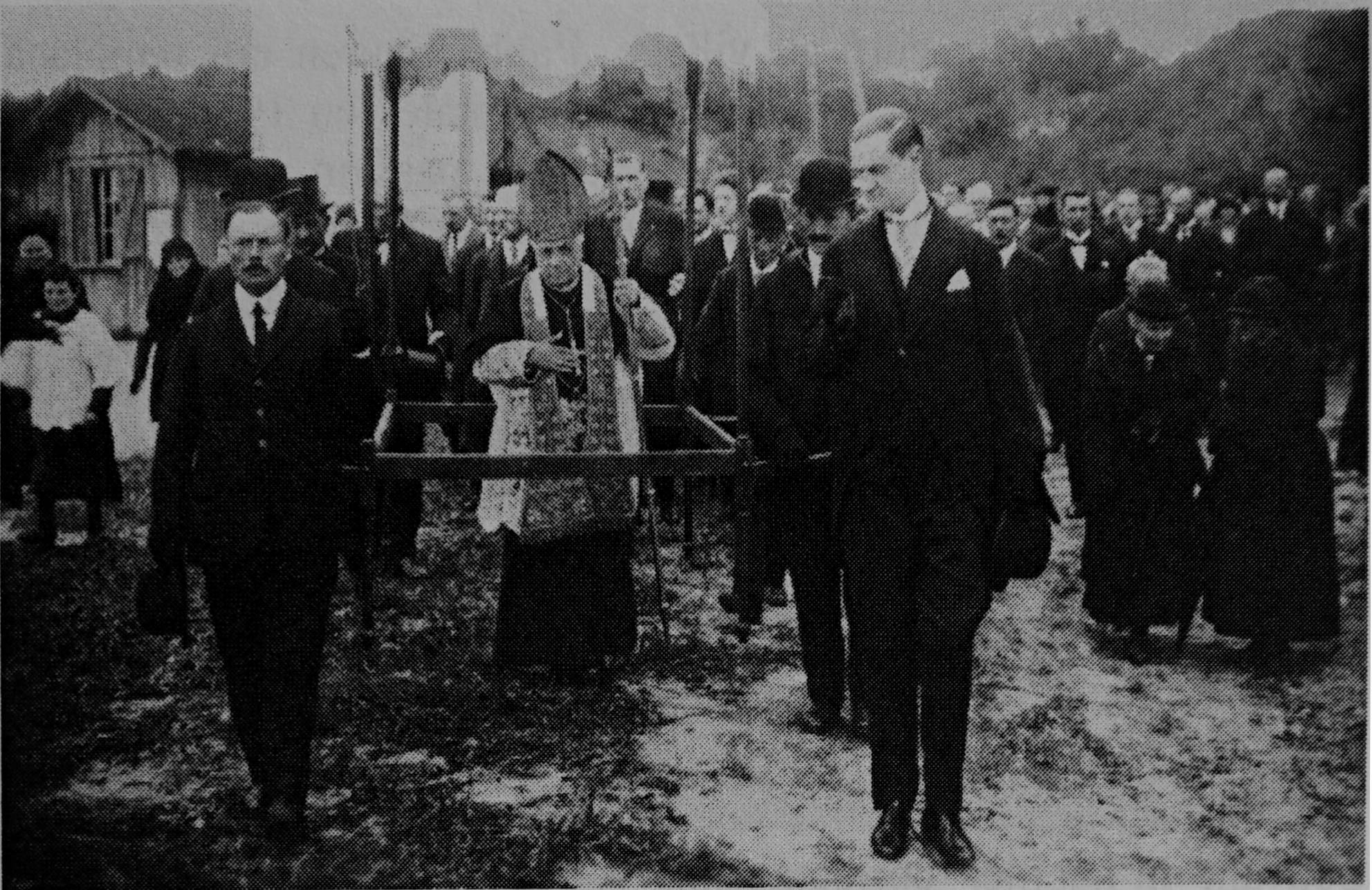
Dans son diocèse de Reims.

Il devient chanoine en 1919, mais l'évêque, Eugène Grellier, très proche de l'Action française, le tient à l'écart et refuse de le nommer supérieur du grand séminaire. Neuf ans plus tard, Eugène Grellier sera obligé de le sacrer évêque, car en 1928, Emmanuel Suhard est nommé évêque de Bayeux et Lisieux. Il est consacré le 3 octobre de la même année avec comme co-consécrateurs Florent du Bois de La Villerabel et Constantin Chauvin. Il est archevêque de Reims de 1931 à 1940, et créé cardinal en 1935. C'est l'un des six cardinaux français à participer au conclave de 1939 à l'issue duquel Pie XII est élu.
Il devient cardinal archevêque de Paris en 1940 et le reste jusqu'à sa mort en 1949.

### Seconde Guerre mondiale
Le siège archiépiscopal de Paris, qu'il rejoint pendant l'exode de juin 1940, devient pour lui une lourde charge, où il subit les épreuves de l'époque. Dès juillet 1940, les Allemands perquisitionnent l'archevêché.
Comme la plupart des hauts dignitaires de l'Église de France, il donne son approbation à la « politique de régénération morale » du maréchal Pétain. Il négocie avec l'amiral Darlan, le ministre de l'Intérieur Pierre Pucheu et par l'intermédiaire d'Henri Dodier, le ministre de l'Éducation nationale Jérôme Carcopino, un système de financement par l'État de l'école privée catholique, qu'il obtient en juillet 1941. Les subventions sont réparties par les préfets, dans chaque département. Un horaire commode d'enseignement religieux facultatif est aussi instauré dans l'enseignement public.
Le 26 octobre 1941, il adresse une dépêche au chancelier Hitler pour demander la grâce des otages de Nantes et Châteaubriant.
Le 4 mars 1942, il assiste, aux côtés du chef de l'État Français, le maréchal Pétain, de Philippe Henriot devenu la voix de Radio-Paris, et du général Brécard, aux cérémonies commémorant les victimes du bombardement de la veille, qui sont le premier acte de propagande publique des collaborationnistes contre « l'esprit anglais » qu'incarne le général de Gaulle, chef de la résistance, en exil à Londres.
Le 22 juillet 1942, quelques jours après la rafle du Vél d'hiv, le cardinal Suhard adresse au maréchal Pétain, au nom des cardinaux et archevêques de France assemblés à Paris, la première protestation officielle de l'Église de France contre les persécutions dont sont victimes les juifs. Cette lettre n'est pas lue en chaire, comme le furent celles des évêques de Toulouse et de Montauban et de l'archevêque de Lyon, un mois plus tard, mais diffusée parmi les curés.

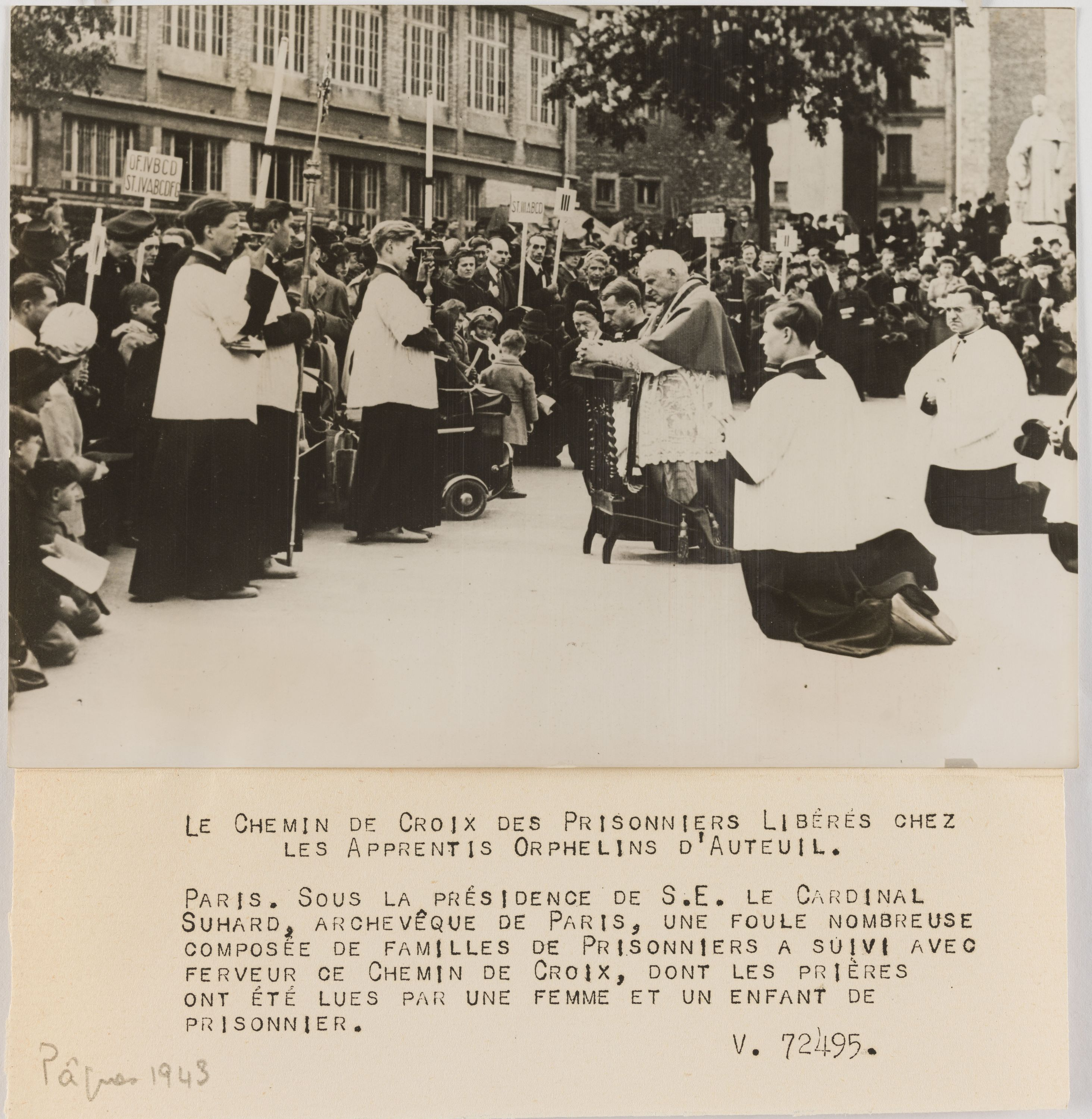
Cérémonie religieuse en l'honneur des prisonniers libérés en 1943.

Il approuve la déclaration des évêques de France du 17 février 1944 qui condamne « les appels à la violence et les actes de terrorisme, qui déchirent aujourd’hui le pays, provoquent l’assassinat des personnes et le pillage des demeures » et accueille le maréchal Pétain à Notre-Dame, en avril 1944, ce qui lui sera reproché à la Libération. Alors même que la France est déjà partiellement libérée, il assiste à Notre-Dame aux funérailles nationales du ministre de l'Information et de la Propagande du gouvernement de Vichy Philippe Henriot, abattu par la résistance le 28 juin 1944.
Le 26 août 1944, le général de Gaulle, sur les conseils du père Bruckberger et de Francis-Louis Closon, décide de l'exclure de la cérémonie du Te Deum de Notre-Dame et de le maintenir confiné à l'archevêché,.
Le 9 mai 1945, au lendemain de la capitulation allemande, le général de Gaulle revenait à Notre-Dame, non plus pour un Magnificat, mais pour le Te Deum de la victoire. Au portail de la cathédrale, il fut cette fois, accueilli par l'archevêque de Paris, souriant, le cardinal Suhard:217.
Le cardinal mentionnera discrètement des actions de l'Église qui ont été ignorées : « J'ai voulu, vous le savez, les aider autant que je le pouvais à se défendre contre l'injustice et la violence. […] je me suis efforcé de mettre en lieu sûr le plus grand nombre possible d'enfants et de faire porter secours aux malheureux internés du Vel'd'hiv', dans les camps de Pithiviers, Beaune-la-Rolande et Drancy. Je n'hésite donc pas aujourd'hui à renouveler la protestation que je faisais entendre aux autorités officielles dès le 16 juillet en mon nom personnel, puis le 22 au nom de l'ACA. »
Le 30 mai 1949 à 2 h 20 du matin, le cardinal Suhard meurt d'une congestion pulmonaire. La veille, le nonce apostolique à Paris Angelo Roncalli, futur pape Jean XXIII, lui avait rendu une ultime visite:428. Le jour de ses obsèques à Notre-Dame de Paris, Madeleine Delbrêl présente sur le parvis, a regretté que le peuple de Paris n'ait pas pu rendre hommage au cardinal Emmanuel Suhard:325.
Le 10 novembre 1953, un buste en bronze du cardinal est inauguré au grand séminaire de Laval, ainsi qu'une statue du prélat, le même jour à Brains-sur-les-Marches.

## Volonté missionnaire
Pendant les vingt années de son épiscopat, il inspire, encourage et soutient un grand courant missionnaire, dont nombre de ses lettres pastorales, en particulier les trois dernières Essor ou déclin de l'Église, Le Sens de Dieu et Le Prêtre dans la cité s'en font l'écho. C'est à sa demande que fut publié, en 1943, un ouvrage de l'abbé Henri Godin : La France, pays de mission, qui eut un grand retentissement au sein de l'Église.
La fondation de la Mission de France en 1941 est l'œuvre dans laquelle il s'est impliqué le plus personnellement. Sur son lit de mort, le cardinal bénit une dernière fois les prêtres-ouvriers qu'il avait tant aimés.
En 1997, lors de la proclamation de sainte Thérèse de Lisieux comme docteur de l'Église, le pape Jean-Paul II cita le cardinal Suhard et la Mission de France au cours de l'angélus :

« Au cours de la Journée mondiale des Missions d'aujourd'hui, notre attention se tourne avant tout vers Sainte Thérèse de l'Enfant Jésus et de la Sainte Face, que j'ai eu la joie de proclamer ce matin Docteur de l'Église universelle. Elle est un modèle d'engagement missionnaire et la Patronne des Missions bien qu'elle n'ait jamais quitté la clôture du carmel de Lisieux. […] Sa figure spirituelle et son message ont inspiré de nombreux instituts soucieux d'annoncer l’Évangile, en particulier la Mission de France, fondée en 1941 par le cardinal Suhard, qui est à l'origine de multiples initiatives missionnaires auprès des pauvres et dans le monde scientifique. »

— Jean-Paul II
En 2018, les éditions Artèges rééditent la lettre Essor ou déclin de l'Église, préfacée par le cardinal archevêque émérite de Paris André Vingt-Trois. Cette lettre pastorale publiée en 1947 eut un retentissement jusqu'à Rome. L'écrivain François Mauriac la qualifia de « révolutionnaire » et le pape Pie XII d'encyclique digne d'un pape.
En 2019, l'Église commémore le 70e anniversaire de la mort du cardinal Suhard. La chaîne KTO consacre le 26 mai 2019 une émission de 52 minutes La Foi prise au mot à la figure du cardinal. Le 7 juin 2019, une messe solennelle retransmise en direct sur la chaîne KTO est célébrée en l'église Saint-Gervais-Saint-Protais de Paris. Cette célébration initialement prévue à la cathédrale Notre-Dame de Paris avant l'incendie du 15 avril 2019, a été présidée par Matthieu Rougé, évêque de Nanterre, en présence de plusieurs archevêques. Le même jour, avec le diocese de Paris, les diocèses de Reims, Bayeux-Lisieux, Laval, Mission de France dans lesquels le cardinal Suhard a exercé ses ministères de prêtre et d'évêque ont célébré une messe solennelle en sa mémoire. Le journal La Croix consacre au cardinal, dans son édition du 30 mai 2019, un article Le cardinal Suhard, missionnaire en son pays relatant les étapes principales de sa vie, sa postérité missionnaire et ses trois dernières lettres pastorales.

## Le précurseur deVaticanII
Ses trois dernières lettres pastorales notamment Essor ou déclin de l'Église (1947) sont considérées comme « une sorte de « préface » des grands textes du concile Vatican II sur le rôle des laïcs dans l'Église, le rôle missionnaire du prêtre dans l'annonce de l'Evangile, la nécessité d'adapter les formes de l'Église au monde moderne et le rôle d'évangélisateur que reçoit le laïc de par son baptême ».
Le cardinal Suhard encouragea vivement Pierre Goursat à persévérer dans son engagement de laïc missionnaire. Celui-ci fonda quelques années après la mort du cardinal, la communauté de l'Emmanuel
Le collège des Bernardins y consacre une conférence.

## Hommage et distinction
Le cardinal Suhard est chevalier de l'Ordre national de la Légion d'honneur (décret du 6 juillet 1938)
Depuis 1997, une paroisse du diocèse de Laval porte son nom : Paroisse Sainte-Thérèse – Cardinal-Suhard.

## Succession apostolique
Emmanuel Suhard a ordonné les évêques suivants :
- Évêque Joseph-Jean Heintz (1934)
- Évêque Georges-Louis-Camille Debray (1941)
- Évêque Paul-Louis Touzé (1943)
- Évêque Stanislas Courbe (1943)
- Évêque Maurice-Paul-Jules Rousseau (1943)
- Archevêque Jean Julien Weber, P.S.S. (1945)
- Archevêque Robert Picard de la Vacquerie (1946)
- Évêque Henri-René-Adrien Brault (1947)
- Évêque André-Gustave-Émile Leclerc (1947)

## Publications
- Lettre pastorale de Son Éminence le cardinal Suhard. La Famille (Carême 1946), éditions Spes.
- Essor ou déclin de l'Église, éd. du Vitrail, 1947.
- Le Sens de Dieu, A. Lahure, 1948.
- Le Prêtre dans la cité, A. Lahure, 1949.
- Vers une Église en état de mission, éditions du Cerf, 1965 (textes choisis par Olivier de La Brosse)

## Devise
- In fide et lenitale (dans la foi et dans la douceur)[24].